# Lichtscheider Höhenrücken i.e.S.
Der Lichtscheider Höhenrücken i. e. S. (im engeren Sinne), lokal auch als Wuppertaler Südhöhen bezeichnet, ist laut dem Handbuch der naturräumlichen Gliederung Deutschlands eine kleinteilige Naturräumliche Einheit mit der Ordnungsnummer 338.050 auf dem Stadtgebiet der bergischen Großstadt Wuppertal und gehört als Teil der Naturräumlichen Einheit Lichtscheider Höhenrücken (338.05) zu dem übergeordneten Naturraum Bergische Hochflächen (338). Die Naturräumliche Einheit ist nach der dominierenden Erhebung Lichtscheid benannt.
Lokal wird die Naturräumliche Einheit von der Bevölkerung, von offiziellen Stellen der Stadt Wuppertal und von der örtlichen Presse als Wuppertaler Südhöhen bezeichnet. Sie umfassen wie die Naturräumliche Einheit (mit Ausnahme Cronenbergs südlich des Burgholzbachs) ein Gebiet mit den Erhebungen südlich des Tals der Wupper, beginnend mit Küllenhahn, über Friedrichsberg, Hahnerberg, Grifflenberg, Friedenshöhe, Osterberg, Freudenberg, bis zum Lichtscheid, Scharpenacken und Norrenberg.
Das Gebiet liegt in Teilen der Stadtbezirke Cronenberg, Elberfeld, Barmen und Heckinghausen. Die Trasse der Landesstraße 418 durchquert auf der Höhenlage den Naturraum. Auf den Südhöhen liegen unter anderem die Bergische Universität, der Fernmeldeturm Küllenhahn, das ehemalige Freizeitbad Bergische Sonne sowie alle vier ehemaligen Wuppertaler Kasernen und der Toelleturm.
Das namentliche und naturräumliche Gegenstück zu den Südhöhen bilden die Nordhöhen nördlich der Wupper.